# Yun Hyu
Yun Hyu (En hangul: 윤휴; en hanja: 尹鑴. Seúl, 1617 - 1680) fue un destacado poeta y oficial del gobierno coreano de la dinastía Joseon. un dirigente de Partido Popular del Sur (남인, 南人).
Cosechó un reconocimiento temprano como oficial. Sin embargo, fue expulsado debido a sus críticas ácidas dirigidas a la escuela. fue derrotado en su erudito disputa de la Song Si-Yeol. cuando fue asignado a la oficina de 1659, pero fue larga confrontación con la Song Si-yeol.
Su composición más famosa es cómo saber la verdad fue Sir. Joo, Song Si-yeol y Partido Popular del Oeste (서인) enojado, enmarcado él como un ladrón fue ejecutado.